# 平塚 (品川區)
平塚（日语：／ Hiratsuka */?）是東京都品川區的町名。現行行政地名為平塚一丁目至平塚三丁目。2013年8月1日為止的人口有9,372人。郵遞區號142-0051。

## 地理
位於品川區中部。北與西五反田間以桐谷通為界，東與戶越之間以第二京濱為界，南與西中延、中延、東中延之間以26號線通為界，西與荏原之間以中原街道為界。町內有東急池上線通過，並設置戶越銀座站。町內的戶越銀座商店街跨越平塚、戶越、豐町三町。第二京濱與中原街道沿線多高樓，其他為住宅區。

## 歷史
古時為中延村字平塚。
- 1889年（明治22年）：「市制町村制」施行，為平塚村大字平塚。
- 1926年（大正15年）：為平塚町。
- 1927年（昭和2年）：平塚町改稱荏原町。
- 1932年（昭和7年）：荏原區成立。
- 1941年（昭和16年）：荏原區戶越町、小山町、中延町各一部分合併為平塚一～八丁目。
- 1965年（昭和40年）：實施新住居表示，一部分編入荏原、西中延、旗之台，與平塚一～三丁目、西戶越一～二丁目、西大崎一丁目各一部分重編為現行的平塚。

### 地名由來
傳聞平塚是指新羅三郎源義光軍勢之墓。也有一說是直江山城守剿滅野盗「平塚組」後在此安葬而得名。

## 交通
平塚中央有東急池上線戶越銀座站。東端第二京濱下有都營淺草線戶越站。也可利用附近主要道路上的巴士。

## 設施
- 品川區立小中一貫校荏原平塚學園
- 品川區立京陽小學校
- 荏原消防署
- 品川區立家庭安心中心

## 備註
1. ↑  .   [2013年8月7日]. （原始内容存档于2014年2月23日）.
2. ↑   (PDF).   [2013-08-08]. （原始内容存档 (PDF)于2013-06-25）.

## 外部連結
- 戶越銀座商店街 （页面存档备份，存于）